# Rœulx

Rœulx este o comună în departamentul Nord, Franța. În 1 ianuarie 2022 avea o populație de 3.767 de locuitori.